# خوان أيوسو
خوان أيوسو (بالإسبانية: Juan Ayuso)‏ (و. 2002  م) هو دراج إسباني، ولد في برشلونة.

## التصنيف
| السنة     | 2021 | 2022 | 2023 | 2024 |
| --------- | ---- | ---- | ---- | ---- |
| عالمي     | 195  | 25   | 29   | 24   |
| أوروبا    | 168  | 19   | 26   | 20   |
|           |      |      |      |      |
| مصدر: UCI |      |      |      |      |

## سجل الفوز

### سباقات أو مراحل فاز بها
| التاريخ        | السباق                                                      | المركز                                                                                            |
| -------------- | ----------------------------------------------------------- | ------------------------------------------------------------------------------------------------- |
| 27 مارس 2021   | كوبي وبارتالي 2021                                          | العاشر في تصنيف النقاط، الثامن في تصنيف أفضل شاب                                                  |
| 05 أبريل 2021  | 2021 Giro del Belvedere                                     |                                                                                                   |
| 12 يونيو 2021  | طواف إيطاليا للدراجات تحت 23 سنة 2021                       | الأول في التصنيف العام، الأول في تصنيف أفضل شاب، الأول في تصنيف الجبال، الأول في تصنيف النقاط     |
| 25 يوليو 2021  | برويبا فيلافرانسا دي أورديزيا 2021                          | الثاني في التصنيف العام                                                                           |
| 31 يوليو 2021  | طواف سان سيباستيان 2021                                     | المرتبة 18 في التصنيف العام                                                                       |
| 11 سبتمبر 2021 | سباق الطريق لأقل من سنة للرجال - بطولة أوروبا للدراجات 2021 |                                                                                                   |
| 06 فبراير 2022 | فولتا لا كومونيتات فالنسيانا 2021                           | الرابع في تصنيف أفضل شاب                                                                          |
| 27 فبراير 2022 | رويال برنارد دروم كلاسيك 2022                               | الرابع في التصنيف العام                                                                           |
| 02 مارس 2022   | تروفيو لايقويليا 2022                                       | الثاني في التصنيف العام                                                                           |
| 27 مارس 2022   | فولتا كاتالونيا 2022                                        | الثالث في تصنيف أفضل شاب، الخامس في التصنيف العام، السابع في تصنيف الجبال، التاسع في تصنيف النقاط |
| 01 مايو 2022   | طواف روماندي 2022                                           | الأول في تصنيف أفضل شاب، الرابع في التصنيف العام، الثامن في تصنيف النقاط                          |
| 31 يوليو 2022  | سيركويتو دي جيتكسو 2022                                     | الأول في التصنيف العام                                                                            |
| 25 يوليو 2023  | برويبا فيلافرانسا دي أورديزيا 2023                          |                                                                                                   |
| 17 سبتمبر 2023 | طواف إسبانيا 2023                                           | الأول في تصنيف أفضل شاب، العاشر في تصنيف النقاط، الرابع في التصنيف العام                          |
| 24 فبراير 2024 | فاون أرديش كلاسيك 2024                                      | الأول في التصنيف العام                                                                            |
| 10 مارس 2024   | تيرينو أدرياتيكو 2024                                       | الأول في تصنيف أفضل شاب، الثاني في التصنيف العام، الثاني في تصنيف الجبال، الثاني في تصنيف النقاط  |
| 06 أبريل 2024  | طواف إقليم الباسك 2024                                      | الأول في التصنيف العام، الأول في تصنيف أفضل شاب، الثاني في تصنيف النقاط                           |
| 02 مارس 2025   | لادروم كلاسيك 2025                                          | الأول في التصنيف العام                                                                            |
| 05 مارس 2025   | تروفيو لايقويليا 2025                                       | الأول في التصنيف العام                                                                            |
| 16 مارس 2025   | تيرينو أدرياتيكو 2025                                       | الأول في التصنيف العام، الأول في تصنيف أفضل شاب، الثاني في تصنيف الجبال، الرابع في تصنيف النقاط   |
| 30 مارس 2025   | فولتا كاتالونيا 2025                                        | الأول في تصنيف أفضل شاب، الثاني في التصنيف العام، الثاني في تصنيف النقاط، الرابع في تصنيف الجبال  |